# Abborrtjärnen (Sidensjö socken, Ångermanland)
Abborrtjärnen är en sjö i Örnsköldsviks kommun i Ångermanland och ingår i Nätraåns huvudavrinningsområde.